# Differentialoperator
Ein Differentialoperator ist in der Mathematik eine Funktion, die als Operator einer Funktion eine Funktion zuordnet und die Ableitung nach einer oder mehreren Variablen enthält. Insbesondere verschlechtern Differentialoperatoren die Regularität der Funktion, auf die sie angewendet werden.
Der wohl wichtigste Differentialoperator ist die gewöhnliche Ableitung, d. h. die Abbildung {\displaystyle \textstyle {\frac {\mathrm {d} }{\mathrm {d} x}}} (gesprochen: „d nach dx“), die einer differenzierbaren Funktion {\displaystyle f} ihre Ableitung {\displaystyle f^{\prime }} zuordnet:
{\displaystyle {\frac {\mathrm {d} }{\mathrm {d} x}}\colon f\mapsto {\frac {\mathrm {d} }{\mathrm {d} x}}f={\frac {\mathrm {d} f}{\mathrm {d} x}}=f'}
Differentialoperatoren lassen sich miteinander verknüpfen. Durch Weglassen der Funktion, auf die sie wirken, erhält man reine Operatorgleichungen.
Es gibt unterschiedliche Definitionen eines Differentialoperators, die alle Spezialfälle oder Verallgemeinerungen voneinander sind. Da die allgemeinste Formulierung entsprechend schwer verständlich ist, werden hier unterschiedliche Definitionen mit unterschiedlicher Allgemeingültigkeit gegeben. So bestehen gewöhnliche Differentialoperatoren aus der Verkettung von ganzen Ableitungen, während in partiellen Differentialoperatoren auch partielle Ableitungen auftauchen.
Soweit nicht anders angegeben, sei in diesem Artikel {\displaystyle M\subset \mathbb {R} ^{n}} eine beschränkte und offene Menge. Außerdem wird mit {\displaystyle C^{k}(M)} die Menge der {\displaystyle k}-mal stetig differenzierbaren Funktionen {\displaystyle f\colon M\to \mathbb {R} } und mit {\displaystyle C(M)=C^{0}(M)} die Menge der stetigen Funktionen bezeichnet. Insbesondere steht {\displaystyle C^{\infty }(M)} für den Raum der glatten Funktionen. Die Beschränkung, dass {\displaystyle f} zwischen reellen Teilmengen abbildet, ist nicht notwendig, wird aber in diesem Artikel meist vorausgesetzt. Sind andere Definitions- und Bildbereiche notwendig oder sinnvoll, so wird dies im Folgenden explizit angegeben.
Dieser Artikel beschränkt sich außerdem weitestgehend auf Differentialoperatoren, die auf den gerade erwähnten Räumen der stetig differenzierbaren Funktionen operieren. Es gibt Abschwächungen der Definitionen. So führte beispielsweise das Studium der Differentialoperatoren zur Definition der schwachen Ableitung und damit zu den Sobolev-Räumen, die eine Verallgemeinerung der Räume der stetig-differenzierbaren Funktionen sind. Dies führte weiter zu dem Gedanken, lineare Differentialoperatoren mit Hilfe der Funktionalanalysis in der Operatortheorie zu untersuchen. Auf diese Aspekte wird jedoch vorerst in diesem Artikel nicht weiter eingegangen. Eine Verallgemeinerung eines Differentialoperators ist der Pseudo-Differentialoperator.

## Linearer Differentialoperator erster Ordnung

### Definition
Sei {\displaystyle M\subset \mathbb {R} ^{n}} eine offene Teilmenge. Ein linearer Differentialoperator erster Ordnung ist eine Abbildung
{\displaystyle D\colon C^{1}(M)\to C^{0}(M),}
die durch
{\displaystyle u\mapsto \sum _{i=1}^{n}a_{i}(x)\partial _{x_{i}}u}
dargestellt werden kann, wobei {\displaystyle a_{i}} eine stetige Funktion ist.

### Beispiele
- Das wichtigste Beispiel eines Differentialoperators erster Ordnung ist die gewöhnliche Ableitung

{\displaystyle {\frac {\mathrm {d} }{\mathrm {d} x}}\colon f\mapsto f'.}
- Die partielle Ableitung

{\displaystyle {\frac {\partial }{\partial x_{i}}}\colon f\mapsto {\frac {\partial f}{\partial x_{i}}}}
in {\displaystyle x_{i}}-Richtung ist ein partieller Differentialoperator erster Ordnung.
- Andere Differentialoperatoren dieser Gattung erhält man durch Multiplikation mit einer stetigen Funktion. Sei dazu {\displaystyle a\in C^{0}(M)} eben so eine stetige Funktion, dann ist der durch

{\displaystyle D=a{\frac {\mathrm {d} }{\mathrm {d} x}}\colon f\mapsto af'\quad {\text{d. h.}}\quad Df(x)=a(x)f'(x)}
definierte Operator {\displaystyle D} ebenfalls wieder ein Differentialoperator erster Ordnung.
- Drei weitere Beispiele sind die Operatoren Gradient (grad), Divergenz (div) und Rotation (rot) aus der Vektoranalysis. Sie werden durch das Nabla-Symbol {\displaystyle \nabla } bezeichnet, das im dreidimensionalen Fall in kartesischen Koordinaten die Gestalt

{\displaystyle \nabla ={\begin{pmatrix}{\frac {\partial }{\partial x_{1}}}\\{\frac {\partial }{\partial x_{2}}}\\{\frac {\partial }{\partial x_{3}}}\end{pmatrix}}.}
hat.
- Die Wirtinger-Ableitungen

{\displaystyle {\frac {\partial }{\partial z}}={\frac {1}{2}}\left({\frac {\partial }{\partial x}}-\mathrm {i} {\frac {\partial }{\partial y}}\right)}
und
{\displaystyle {\frac {\partial }{\partial {\bar {z}}}}={\frac {1}{2}}\left({\frac {\partial }{\partial x}}+\mathrm {i} {\frac {\partial }{\partial y}}\right)}
sind zwei weitere Beispiele für Differentialoperatoren. Das besondere in diesen Operatoren ist, dass man mit ihnen Funktionen {\displaystyle M\subset \mathbb {C} \to \mathbb {C} } auf Holomorphie untersucht, gilt nämlich {\displaystyle \textstyle {\frac {\partial f}{\partial {\overline {z}}}}=0} so ist die Funktion {\displaystyle f} holomorph.

## Gewöhnlicher Differentialoperator
Gewöhnliche Differentialoperatoren treten insbesondere im Zusammenhang mit gewöhnlichen Differentialgleichungen auf.

### Definition
Analog zur Definition des Differentialoperators erster Ordnung ist ein gewöhnlicher Differentialoperator der Ordnung {\displaystyle k} eine Abbildung
{\displaystyle D\colon C^{k}(M)\to C^{0}(M),}
die durch
{\displaystyle D(f)(x):=\sum _{i=0}^{k}a_{i}(x)\left({\frac {\mathrm {d} ^{i}f}{\mathrm {d} x^{i}}}(x)\right)^{\beta _{i}}}
gegeben ist. Hier ist {\displaystyle a_{i}} für alle {\displaystyle i} wieder eine stetige Funktion. Im Fall {\displaystyle \beta _{i}=1} für alle {\displaystyle i} nennt man diesen Operator einen gewöhnlichen, linearen Differentialoperator.

### Beispiel
- Die Ableitung {\displaystyle k}-ter Ordnung

{\displaystyle {\frac {\mathrm {d} ^{k}}{\mathrm {d} x^{k}}}\colon f\mapsto f^{(k)}}
ist der einfachste Fall eines gewöhnlichen Differentialoperators. Es handelt sich um den sich aus {\displaystyle a_{i}\equiv 0} für {\displaystyle i<k,\;a_{k}\equiv 1} und {\displaystyle \beta _{k}=1} ergebenden Spezialfall.

## Linearer partieller Differentialoperator

### Definition
Sei {\displaystyle M\subset \mathbb {R} ^{n}} eine offene Teilmenge. Ein linearer partieller Differentialoperator der Ordnung {\displaystyle k} ist ein linearer Operator
{\displaystyle D\colon C^{k}(M)\to C^{0}(M),}
der durch
{\displaystyle D(f)(x):=\sum _{|\alpha |\leq k}a_{\alpha }(x){\frac {\partial ^{\alpha }f}{\partial x^{\alpha }}}(x)}
dargestellt werden kann. Wobei {\displaystyle a_{\alpha }} für alle Multiindizes {\displaystyle \alpha \in \mathbb {N} ^{n}} eine stetige Funktion ist.

### Beispiele
- Der Laplace-Operator in kartesischen Koordinaten lautet

{\displaystyle \Delta =\nabla ^{2}=\sum _{k=1}^{n}{\frac {\partial ^{2}}{\partial x_{k}^{2}}}.}
Dies ist ein elementares Beispiel eines partiellen Differentialoperators. Außerdem ist diese das wichtigste Beispiel eines elliptischen Differentialoperators. Elliptische Differentialoperatoren sind eine besondere Klasse partieller Differentialoperatoren.
- Der der Wärmeleitungs- oder Diffusionsgleichung entsprechende Operator ist

{\displaystyle \Delta -{\frac {\partial }{\partial t}}.}
Dies ist ein Beispiel eines parabolischen Differentialoperators.
- Der D’Alembert-Operator

{\displaystyle \Box \varphi (x,y,z,t)={\frac {1}{c^{2}}}{\frac {\partial ^{2}\varphi }{\partial t^{2}}}(x,y,z,t)-\Delta _{(x,y,z)}\varphi (x,y,z,t),}
wobei {\displaystyle c} einer Geschwindigkeit entspricht, ist ein weiterer wichtiger partieller Differentialoperator. Dieser ist ein hyperbolischer Operator und wird bei der Wellengleichung verwendet.

## Partieller Differentialoperator

### Definition
Ein (nicht linearer) partieller Differentialoperator der Ordnung {\displaystyle k} ist ebenfalls wieder eine Abbildung
{\displaystyle D\colon C^{k}(M)\to C^{0}(M).}
Diese ist gegeben durch
{\displaystyle D(f)(x):=\sum _{i}\sum _{|\alpha |\leq k}a_{\alpha i}(x)\left({\frac {\partial ^{\alpha }f}{\partial x^{\alpha }}}(x)\right)^{i}.}
Hier sind {\displaystyle a_{\alpha i}} für alle {\displaystyle \alpha \in \mathbb {N} ^{n}} und {\displaystyle i} stetige Funktionen.

## Lineare Differentialoperatoren
In den obigen Definitionen wurde schon kurz erwähnt, wann ein gewöhnlicher beziehungsweise ein partieller Differentialoperator linear genannt wird. Der Vollständigkeit halber wird nun die abstrakte Definition eines linearen Differentialoperators genannt. Diese ist analog zur Definition der linearen Abbildung. Alle oben angeführten Beispiele, soweit nichts anderes dabei steht, sind lineare Differentialoperatoren.

### Definition
Sei {\displaystyle D} ein (beliebiger) Differentialoperator. Dieser heißt linear, falls
{\displaystyle {D}\,(f+g)=({D}f)+({D}g)}
{\displaystyle {D}\,(cf)=c\,({D}f)}
für alle Funktionen {\displaystyle f,g\in C^{1}(M)} und alle Konstanten {\displaystyle c} gilt.
Prominentestes Beispiel hierfür ist der Differentialoperator
{\displaystyle {\frac {\mathrm {d} }{\mathrm {d} x}}\colon f\mapsto f',}
der einer Funktion {\displaystyle f} ihre Ableitung zuordnet.
Der Lösungsraum einer linearen Differentialgleichung bildet einen Vektorraum. Nach Fouriertransformation lässt sie sich häufig auf eine algebraische Gleichung und Konzepte der linearen Algebra zurückführen. Nichtlineare Differentialoperatoren sind wesentlich schwieriger zu behandeln.

### Algebra der Differentialoperatoren
Mit {\displaystyle \operatorname {Diff} ^{k}(C^{\infty }(M))} wird die Menge aller linearen Differentialoperatoren der Ordnung {\displaystyle k} bezeichnet, die auf {\displaystyle C^{\infty }(M)} operieren. Die Menge
{\displaystyle \operatorname {Diff} (C^{\infty }(M)):=\bigoplus _{k\geq 0}\operatorname {Diff} ^{k}(C^{\infty }(M))}
wird zusammen mit der Hintereinanderschaltung von linearen Differentialoperatoren als Multiplikation
{\displaystyle (\mathrm {D} _{1}\circ \mathrm {D} _{2})(f)=\mathrm {D} _{1}(\mathrm {D} _{2}(f))}
zu einer {\displaystyle \mathbb {Z} _{+}}-graduierten Algebra. Die Multiplikation ist aber im Allgemeinen nicht kommutativ. Eine Ausnahme sind beispielsweise Differentialoperatoren mit konstanten Koeffizienten, bei denen die Kommutativität aus der Vertauschbarkeit der partiellen Ableitungen folgt.
Man kann auch formal Potenzreihen mit den Differentialoperatoren {\displaystyle D} bilden und darüber z. B. Exponentialfunktionen {\displaystyle \exp(D)}. Für das Rechnen mit solchen Exponentialausdrücken von linearen Operatoren gelten die Baker-Campbell-Hausdorff-Formeln.

## Differentialoperator auf einer Mannigfaltigkeit
Da man auf Mannigfaltigkeiten nur die lokalen Koordinatensysteme in Form von Karten und keine global gültigen Koordinatensysteme zur Verfügung hat, muss man auf diesen Differentialoperatoren koordinatenunabhängig definieren. Solche Differentialoperatoren auf Mannigfaltigkeiten werden auch geometrische Differentialoperatoren genannt.

### Koordinaten-invariante Definition
Sei {\displaystyle M} eine glatte Mannigfaltigkeit und seien {\displaystyle E,F\to M} Vektorbündel. Ein Differentialoperator der Ordnung {\displaystyle k} zwischen den Schnitten von {\displaystyle E} und {\displaystyle F} ist eine lineare Abbildung
{\displaystyle D\colon \Gamma ^{\infty }(M,E)\to \Gamma ^{\infty }(M,F)}
mit den folgenden Eigenschaften:
- Der Operator {\displaystyle D} ist lokal, das heißt, es gilt

{\displaystyle \operatorname {supp} (Ds)\subseteq \operatorname {supp} (s).}
- Für {\displaystyle x\in M} existieren eine offene Umgebung {\displaystyle U\subseteq M} von {\displaystyle x}, Bündelkarten {\displaystyle \phi \colon E|_{U}\to U\times \mathbb {C} ^{r}} und {\displaystyle \psi \colon F|_{U}\to U\times \mathbb {C} ^{s}} sowie ein Differentialoperator {\displaystyle {\tilde {D}}\in \operatorname {Diff} ^{k}(U,\mathbb {C} ^{r},\mathbb {C} ^{s}),} sodass das Diagramm
{\displaystyle {\begin{array}{ccc}\Gamma _{0}^{\infty }(E\vert _{U})&{\xrightarrow {D}}&\Gamma _{0}^{\infty }(F\vert _{U})\\{\big \downarrow }\phi ^{*}&&{\big \downarrow }\psi ^{*}\\C^{\infty }(U,\mathbb {C} ^{r})&{\xrightarrow {\tilde {D}}}&C^{\infty }(U,\mathbb {C} ^{s})\end{array}}}
kommutiert. Mit {\displaystyle \phi ^{*}} ist der Pullback eines glatten Vektorfeldes in den Raum {\displaystyle C^{\infty }(U,\mathbb {C} ^{r})} bezeichnet.

### Beispiele
Im Folgenden werden Beispiele von geometrischen Differentialoperatoren aufgezeigt.
- Die Menge der Differentialformen bildet ein glattes Vektorbündel über einer glatten Mannigfaltigkeit. Die Cartan-Ableitung und ihr adjungierter Operator sind Differentialoperatoren auf diesem Vektorbündel.
- Der Laplace-Beltrami-Operator sowie andere verallgemeinerte Laplace-Operatoren sind Differentialoperatoren.
- Das Tensorbündel ist ein Vektorbündel. Für jedes fest gewählte Vektorfeld {\displaystyle X} ist die Abbildung {\displaystyle \nabla _{X}\colon \Gamma ^{\infty }(T_{l}^{k}M)\rightarrow \Gamma ^{\infty }(T_{l}^{k}M)} definiert durch {\displaystyle T\mapsto \nabla _{X}T}, wobei {\displaystyle \nabla } die kovariante Ableitung ist, ein Differentialoperator.
- Die Lie-Ableitung ist ein Differentialoperator auf den Differentialformen.

## Symbol eines Differentialoperators
Die in den Beispielen angegebenen Differentialoperatoren 2. Ordnung entsprechen, wenn man die partiellen Ableitungen {\displaystyle \partial _{i}} formal durch Variablen {\displaystyle y_{i}} ersetzt und nur die Terme höchster – also zweiter – Ordnung betrachtet, einer quadratischen Form in den {\displaystyle y_{i}}. Im elliptischen Fall haben alle Koeffizienten der Form dasselbe Vorzeichen, im hyperbolischen Fall wechselt das Vorzeichen, im parabolischen Fall fehlt für eines der {\displaystyle y_{i}} der Term höchster Ordnung. Die entsprechenden partiellen Differentialgleichungen zeigen jeweils sehr unterschiedliches Verhalten. Die Namen kommen von den Analoga zu Kegelschnittgleichungen.
Das lässt sich durch den Begriff des Hauptsymbols des Differentialoperators auch auf andere Fälle erweitern. Man behält nur Terme der höchsten Ordnung bei, ersetzt Ableitungen durch neue Variable {\displaystyle y_{i}} und erhält ein Polynom in diesen neuen Variablen, mit dem man den Differentialoperator charakterisieren kann. Beispielsweise ist er vom elliptischen Typ, wenn gilt: das Hauptsymbol ist ungleich Null, wenn mindestens ein {\displaystyle y_{i}} ungleich Null ist. Es gibt aber schon bei Differentialoperatoren 2. Ordnung „gemischte“ Fälle, die keiner der drei Klassen zuzuordnen sind.
Die folgenden Definitionen halten dies nochmal in mathematischer Präzision fest.

### Symbol
Es sei
{\displaystyle P(u)(x)=\sum _{|\alpha |\leq m}b_{\alpha }(x){\frac {\partial ^{\alpha }}{\partial x^{\alpha }}}u(x)}
ein allgemeiner Differentialoperator der Ordnung {\displaystyle m}. Die Koeffizientenfunktion {\displaystyle b_{\alpha }\in C^{\infty }(\mathbb {R} ^{n})} kann matrixwertig sein. Das Polynom
{\displaystyle p(x,\xi )=\sum _{|\alpha |\leq m}b_{\alpha }(x)\left(i\xi \right)^{\alpha }}
in {\displaystyle \xi \in \mathbb {R} ^{n}} heißt das Symbol von {\displaystyle P}. Da jedoch wie in der Einleitung schon angedeutet, die wichtigsten Informationen im Term der höchsten Ordnung zu finden sind, wird meist mit der folgenden Definition des Hauptsymbols gearbeitet.

### Hauptsymbol
Sei {\displaystyle P} wieder der oben definierte Differentialoperator der Ordnung {\displaystyle m}. Das homogene Polynom
{\displaystyle p_{m}(x,\xi )=\sum _{|\alpha |=m}b_{\alpha }(x)\left(i\xi \right)^{\alpha }}
in {\displaystyle \xi \in \mathbb {R} ^{n}} heißt Hauptsymbol von {\displaystyle P}. Oft nennt man das Hauptsymbol auch einfach nur Symbol, wenn Verwechslungen mit der oben gegebenen Definition ausgeschlossen sind.

### Beispiele
- Das Symbol und das Hauptsymbol des Laplace-Operators {\displaystyle \Delta } lauten

{\displaystyle \sum _{i=1}^{n}-\xi _{i}^{2}=-|\xi |^{2}.}

### Hauptsymbol eines Differentialoperators zwischen Vektorbündeln
Differentialoperatoren auf Mannigfaltigkeiten kann man auch ein Symbol und ein Hauptsymbol zuordnen. Dabei muss in der Definition natürlich berücksichtigt werden, dass das Hauptsymbol und das Symbol unter Kartenwechsel invariant definiert ist. Da der Kartenwechsel bei Symbolen sehr kompliziert ist, beschränkt man sich meist auf die Definition des Hauptsymbols.
Sei {\displaystyle D\colon \Gamma ^{\infty }(M,E)\to \Gamma ^{\infty }(M,F)} ein (koordinaten-invarianter) Differentialoperator, der zwischen Schnitten von Vektorbündeln operiert. Sei {\displaystyle p\in M}, {\displaystyle \xi \in T_{p}^{*}M} und {\displaystyle e\in E_{p}}. Wähle {\displaystyle f\in C_{c}^{\infty }(M)} und {\displaystyle s\in \Gamma _{c}^{\infty }(M,E)} mit {\displaystyle f(p)=0}, {\displaystyle \textstyle \mathrm {d} f_{p}=\xi } und {\displaystyle s(p)=e}. Dann ist der Ausdruck
{\displaystyle \sigma _{D}^{k}(p,\xi )e:={\frac {i^{k}}{k!}}D(f^{k}s)(p)}
unabhängig von der Wahl von {\displaystyle f} und {\displaystyle s}.
Die Funktion
{\displaystyle \sigma _{D}^{k}(p,\xi )\in \operatorname {Hom} (E_{p},F_{p})}
heißt dann das Hauptsymbol von {\displaystyle D}.

## Bidifferentialoperator
Einen Differentialoperator, der auf zwei Funktionen wirkt,
{\displaystyle D\colon C^{k}(M)\times C^{k}(M)\to C^{0}(M)}
nennt man auch Bidifferentialoperator.

## Pseudo-Differentialoperatoren
Die Ordnung eines Differentialoperators ist immer ganzzahlig und positiv. In der Theorie der Pseudo-Differentialoperatoren wird dies verallgemeinert. Lineare Differentialoperatoren der Ordnung {\displaystyle k} mit glatten und beschränkten Koeffizienten können als Pseudo-Differentialoperatoren der gleichen Ordnung verstanden werden. Sei {\displaystyle D\colon C_{c}^{k}(\mathbb {R} ^{n})\to C_{c}(\mathbb {R} ^{n})} ein solcher Differentialoperator, dann kann man auf {\displaystyle Df} die Fourier-Transformation {\displaystyle {\mathcal {F}}} und danach die inverse Fourier-Transformation {\displaystyle {\mathcal {F}}^{-1}} anwenden. Das heißt, es gilt
{\displaystyle (Du)(x)=({\mathcal {F}}^{-1}{\mathcal {F}}Du)(x)={\frac {1}{(2\pi )^{n}}}\int _{\mathbb {R} ^{n}}\int _{\mathbb {R} ^{n}}e^{\mathrm {i} (x-y)\xi }D(\xi )u(y)\mathrm {d} y\mathrm {d} \xi .}
Dies ist ein Spezialfall eines Pseudo-Differentialoperators
{\displaystyle (Pu)(x)={\frac {1}{(2\pi )^{n}}}\int _{\mathbb {R} ^{n}}\int _{\mathbb {R} ^{n}}e^{\mathrm {i} (x-y)\xi }a(x,y,\xi )u(y)\mathrm {d} y\mathrm {d} \xi .}
Hieran sieht man auch, dass gewisse Differentialoperatoren als Integraloperatoren dargestellt werden können und somit Differentialoperatoren und Integraloperatoren nicht ganz gegensätzlich sind.